# 宮丘公園
宮丘公園（みやのおかこうえん）は、札幌市西区にある公園。

## 概要
札幌市の市街地を公園や緑地の帯で包み込もうという「環状グリーンベルト構想」の一角であり、手稲山から連なる丘陵地にある。公園内を北1条宮の沢通が縦断しており、公園内に生息する小動物の往来に配慮するために開削トンネル工法による宮丘トンネルを建設した。公園の下は札幌市水道局の西部配水池になっている。展望台からは手稲地区や石狩湾から東の市街地にかけて180度の景色を楽しむことができる。なお、クマの出没した形跡が見られることもあり、その場合は公園内が立入禁止となる。

## 施設
- パークゴルフコース[7]
  - 面積2,500 m²、9ホール、パー33、距離250 m
- 遊具
  - 鉄棒、ラダー（雲梯）、ターザンロープ、コンビネーション遊具、木製遊具
- 展望台
- 少年野球場